# Vadim Demidov
Vadim Sergejewitsch Demidov (russisch Вадим Сергеевич Демидов Wadim Sergejewitsch Demidow; * 10. Oktober 1986 in Riga) ist ein ehemaliger norwegischer Fußballspieler russischer Herkunft, der auf Position des Verteidigers agierte. Bis zum 16. Lebensjahr spielte Vadim außer Fußball auch noch Handball.

## Vereinskarriere
Seit 2008 stand er beim Rosenborg Trondheim unter Vertrag. Er war der am häufigsten eingesetzter Stammspieler Rosenborgs bei der Meisterschaft 2008. Im Winter 2011 wechselte er ins Ausland und spielte seitdem für den spanischen Erstligisten Real Sociedad San Sebastián. Zur Saison 2012/13 wechselte Demidov zum Bundesligaaufsteiger Eintracht Frankfurt und erhielt einen Vertrag bis 2015. Zur Rückrunde 2012/13 wurde er an den spanischen Erstligisten Celta Vigo verliehen. Nach dem Ende der Ausleihe zum Saisonabschluss 2012/13 verließ Demidov die Eintracht mit unbekanntem Ziel.
Ende August 2013 heuerte Demidov bei Anschi Machatschkala an. Im Januar 2014 kehrte er in seine Heimat zu Brann Bergen zurück.
Am 10. Januar 2017 wechselte er in die Major League Soccer zu Minnesota United. Nach einem letzten Engagement bei Stabæk Fotball beendete er seine Laufbahn.

## Nationalmannschaft
Am 28. April 2008 absolvierte Demidov sein erstes Spiel für die Norwegische Fußballnationalmannschaft gegen Uruguay. 2009 erklärte Demidov, für Russland spielen zu wollen. Allerdings kam es nie dazu, weshalb er weiter für die Norweger spielte. Am 3. März 2010 machte er sein erst zweites Spiel für Norwegen, als er beim 1:0-Sieg, gegen die Slowakei, in der 74. Minute für Brede Hangeland eingewechselt wurde.
Er kam auf 16 Einsätze für Norwegen.

## Privates
Vadim Demidov wurde im lettischen Riga geboren, als sein Vater, der sowjetische Handballnationalspieler Sergei Demidow († 2020), bei Celtnieks Riga unter Vertrag stand. Im Jahr 1990 nahm dieser ein Angebot vom norwegischen Verein Sandefjord Håndballklubb an.
Demidov ist mit der ehemaligen norwegischen Leichtathletin Christina Vukicevic Demidov verheiratet und hat zwei Kinder.